# Liste der Kulturdenkmäler in Hohenroda
Die folgende Liste enthält die in der Denkmaltopographie ausgewiesenen Kulturdenkmäler auf dem Gebiet  der Gemeinde Hohenroda, Landkreis Hersfeld-Rotenburg, Hessen.
Hinweis: Die Reihenfolge der Denkmäler in dieser Liste orientiert sich zunächst an Ortsteilen und anschließend der Anschrift, alternativ ist sie auch nach der Bezeichnung oder der Bauzeit sortierbar.
Kulturdenkmäler werden fortlaufend im Denkmalverzeichnis des Landes Hessen durch das Landesamt für Denkmalpflege Hessen auf Basis des Hessischen Denkmalschutzgesetzes (HDSchG) geführt. Die Schutzwürdigkeit eines Kulturdenkmals hängt nicht von der Eintragung in das Denkmalverzeichnis des Landes Hessen oder der Veröffentlichung in der Denkmaltopographie ab.

## Ausbach
| Bild                                 | Bezeichnung                                    | Lage                                                        | Beschreibung | Bauzeit         | Daten |
| ------------------------------------ | ---------------------------------------------- | ----------------------------------------------------------- | ------------ | --------------- | ----- |
| Bild gesucht BW                      | Rähmbau Bornstraße 5                           | Ausbach, Bornstraße 5 LageFlur: 7, Flurstück: 98/3          |              |                 |       |
| Abschluss eine Hofanlage Dorfplatz 1 | Abschluss eine Hofanlage Dorfplatz 1           | Ausbach, Dorfplatz 1 LageFlur: 7, Flurstück: 93/1           |              |                 |       |
| Haupthaus eine Hofanlage Dorfplatz 4 | Haupthaus eine Hofanlage Dorfplatz 4           | Ausbach, Dorfplatz 4 LageFlur: 6, Flurstück: 34/3           |              | 1862            |       |
| Bild gesucht BW                      | Wohnhaus Dorfplatz 7                           | Ausbach, Dorfplatz 7 LageFlur: 6, Flurstück: 9/2            |              | um 1800         |       |
| Bild gesucht BW                      | Abschluss eine Hofanlage Friedewalder Straße 3 | Ausbach, Friedewalder Straße 3 LageFlur: 7, Flurstück: 82/1 |              | 19. Jahrhundert |       |
| Bild gesucht BW                      | Wohnhaus Kirchplatz 1                          | Ausbach, Kirchplatz 1 LageFlur: 6, Flurstück: 56/3          |              | 1783            |       |
| Bild gesucht BW                      | Evangelische Kirche                            | Ausbach, Kirchplatz 2 LageFlur: 6, Flurstück: 106/8         |              | 1730            |       |
| Bild gesucht BW                      | Ehemalige Gerichtsstätte                       | Ausbach, Kirchplatz LageFlur: 6, Flurstück: 106/8           |              |                 |       |
| Bild gesucht BW                      | Eckhaus Schulstraße 1                          | Ausbach, Schulstraße 1 LageFlur: 7, Flurstück: 27/5         |              | 1913            |       |
| Bild gesucht BW                      | Wohn-Wirtschaftsgebäude Schulstraße 13         | Ausbach, Schulstraße 13 LageFlur: 7, Flurstück: 11/2        |              | um 1800         |       |
| Bild gesucht BW                      | Hofanlage Schulstraße 17                       | Ausbach, Schulstraße 17 LageFlur: 8, Flurstück: 40/2        |              |                 |       |

## Glaam
| Bild            | Bezeichnung                   | Lage                                              | Beschreibung | Bauzeit                      | Daten |
| --------------- | ----------------------------- | ------------------------------------------------- | ------------ | ---------------------------- | ----- |
| Bild gesucht BW | Dreiseithof Talstraße 25      | Glaam, Talstraße 25 LageFlur: 17, Flurstück: 45/2 |              | Erste Hälfte 18. Jahrhundert |       |
| Bild gesucht BW | Fachwerkwohnhaus Talstraße 32 | Glaam, Talstraße 32 LageFlur: 17, Flurstück: 34/2 |              |                              |       |

## Mansbach
| Bild                     | Bezeichnung                           | Lage                                                         | Beschreibung | Bauzeit                             | Daten |
| ------------------------ | ------------------------------------- | ------------------------------------------------------------ | ------------ | ----------------------------------- | ----- |
| Bild gesucht BW          | Gesamtanlage Mansbach                 | Mansbach Lage                                                |              |                                     |       |
| Bild gesucht BW          | Wohnhaus Brückengasse 3               | Mansbach, Brückengasse 3 LageFlur: 25, Flurstück: 790/209    |              | Mitte 18. Jahrhundert               |       |
| weitere Bilder           | Evangelische Kirche                   | Mansbach, Brückengasse 5 LageFlur: 25, Flurstück: 213/1      |              | 15. Jahrhundert                     |       |
| Bild gesucht BW          | Rähmbau Brückengasse 6                | Mansbach, Brückengasse 6 LageFlur: 9, Flurstück: 219/1       |              |                                     |       |
| Bild gesucht BW          | Dreiseithof Brunnenstraße 3           | Mansbach, Brunnenstraße 3 LageFlur: 9, Flurstück: 581/176    |              | 19. Jahrhundert                     |       |
| Bild gesucht BW          | Hofanlage Brunnenstraße 12            | Mansbach, Brunnenstraße 12 LageFlur: 9, Flurstück: 165/1     |              | um 1900                             |       |
| Verwaltungsgebäude       | Verwaltungsgebäude                    | Mansbach, Buttlarstraße 5 LageFlur: 25, Flurstück: 28/14     |              | 1936                                |       |
| weitere Bilder           | Geyso-Schloss Mansbach                | Mansbach, Buttlarstraße 9 LageFlur: 25, Flurstück: 28/14     |              | 1577                                |       |
| Ehemaliges Sommerschloss | Ehemaliges Sommerschloss              | Mansbach, Buttlarstraße 14 LageFlur: 25, Flurstück: 16/24    |              | um 1820                             |       |
| Bild gesucht BW          | Traufenhaus Eisfeld 1                 | Mansbach, Eisfeld 1 LageFlur: 9, Flurstück: 263/3            |              |                                     |       |
| Bild gesucht BW          | Abschluss eines Hakenhofs Eisfeld 7   | Mansbach, Eisfeld 7 LageFlur: 9, Flurstück: 267/2            |              | 18. Jahrhundert                     |       |
| Bild gesucht BW          | Wohn-Wirtschaftsgebäude Eisfeld 9     | Mansbach, Eisfeld 9 LageFlur: 9, Flurstück: 274/2            |              | 18. Jahrhundert                     |       |
| Bild gesucht BW          | Traufenhaus Eisfeld 17                | Mansbach, Eisfeld 17 LageFlur: 9, Flurstück: 17/2            |              |                                     |       |
| Bild gesucht BW          | Wohnhaus Eisfeld 22                   | Mansbach, Eisfeld 22 LageFlur: 9, Flurstück: 28/5            |              | 18. Jahrhundert                     |       |
| Bild gesucht BW          | Fachwerkwohnhaus Eisfeld 26           | Mansbach, Eisfeld 26 LageFlur: 9, Flurstück: 17/2            |              | um 1700                             |       |
| Bild gesucht BW          | Rähmbau Hünfelder Straße 2            | Mansbach, Hünfelder Straße 2 LageFlur: 9, Flurstück: 207/2   |              | 1822                                |       |
| Bild gesucht BW          | Fachwerkwohnhaus Hünfelder Straße 3   | Mansbach, Hünfelder Straße 3 LageFlur: 9, Flurstück: 185/5   |              | 18. Jahrhundert                     |       |
| Bild gesucht BW          | Hofanlage Hünfelder Straße 5          | Mansbach, Hünfelder Straße 5 LageFlur: 9, Flurstück: 190/10  |              | um 1800                             |       |
| weitere Bilder           | Oberhof                               | Mansbach, Oberhof 2,4,6 LageFlur: 25, Flurstück: 5/1         |              | 1569                                |       |
| Bild gesucht BW          | Rähmbau Ölgasse 1                     | Mansbach, Ölgasse 1 LageFlur: 9, Flurstück: 35/2             |              | Erstes Viertel des 19. Jahrhunderts |       |
| Bild gesucht BW          | Rähmbau Ölgasse 11                    | Mansbach, Ölgasse 11 LageFlur: 9, Flurstück: 784/52          |              | Spätes 18. Jahrhundert              |       |
| Bild gesucht BW          | Unterstallhaus Ölgasse 15             | Mansbach, Ölgasse 15 LageFlur: 9, Flurstück: 607             |              |                                     |       |
| Bild gesucht BW          | Traufenhaus Ölgasse 17                | Mansbach, Ölgasse 17 LageFlur: 9, Flurstück: 62/1            |              |                                     |       |
| Bild gesucht BW          | Abschluss einer Hofanlage Oststraße 1 | Mansbach, Oststraße 1 LageFlur: 9, Flurstück: 338+339        |              |                                     |       |
| Bild gesucht BW          | Wohn-Wirtschaftsgebäude Oststraße 7   | Mansbach, Oststraße 7 LageFlur: 9, Flurstück: 330/1          |              | Frühes 19. Jahrhundert              |       |
| Bild gesucht BW          | Wohn-Wirtschaftsgebäude Oststraße 9   | Mansbach, Oststraße 9 LageFlur: 9, Flurstück: 327/2          |              | Erste Hälfte 19. Jahrhundert        |       |
| Bild gesucht BW          | Ernhaus Oststraße 12                  | Mansbach, Oststraße 12 LageFlur: 9, Flurstück: 512/254       |              | 1786                                |       |
| Bild gesucht BW          | Fachwerkhaus Oststraße 37             | Mansbach, Oststraße 37 LageFlur: 9, Flurstück: 548/18        |              | Spätes 18. Jahrhundert              |       |
| Bild gesucht BW          | Hofreite Thüringer Straße 9           | Mansbach, Thüringer Straße 9 LageFlur: 9, Flurstück: 606/340 |              | 19. Jahrhundert                     |       |
| Bild gesucht BW          | Rähmbau Thüringer Straße 14           | Mansbach, Thüringer Straße 14 LageFlur: 9, Flurstück: 354/1  |              |                                     |       |
| Bild gesucht BW          | Wohnhaus Thüringer Straße 16          | Mansbach, Thüringer Straße 16 LageFlur: 9, Flurstück: 356/1  |              | Erste Hälfte 19. Jahrhundert        |       |
| Bild gesucht BW          | Hakenhof Thüringer Straße 18          | Mansbach, Thüringer Straße 18 LageFlur: 9, Flurstück: 362    |              | 1805                                |       |
| Bild gesucht BW          | Wohnhaus Thüringer Straße 19          | Mansbach, Thüringer Straße 19 LageFlur: 9, Flurstück: 408/2  |              | Frühes 19. Jahrhundert              |       |
| Bild gesucht BW          | Haupthaus Thüringer Straße 23         | Mansbach, Thüringer Straße 23 LageFlur: 9, Flurstück: 396/2  |              | Erste Hälfte 19. Jahrhundert        |       |
| Bild gesucht BW          | Wirtschaftsgebäude                    | Mansbach, Unterhof 4 LageFlur: 25, Flurstück: 11             |              | Spätes 18. Jahrhundert              |       |
| Bild gesucht BW          | Fachwerkhaus Wackergasse 4            | Mansbach, Wackergasse 4 LageFlur: 9, Flurstück: 225/1        |              | Spätes 19. Jahrhundert              |       |
| Bild gesucht BW          | Friedhofskapelle                      | Mansbach, Bergfriedhof LageFlur: 21, Flurstück: 76           |              | 1683                                |       |
| Bild gesucht BW          | Jüdischer Friedhof                    | Mansbach, Außerhalb der Ortslage LageFlur: 16, Flurstück: 84 |              | um 1800                             |       |

## Oberbreitzbach
| Bild              | Bezeichnung                                              | Lage                                                                 | Beschreibung | Bauzeit                    | Daten |
| ----------------- | -------------------------------------------------------- | -------------------------------------------------------------------- | ------------ | -------------------------- | ----- |
| Bild gesucht BW   | Seitlicher Abschluss eines Hakenhofs Schloßstraße 10     | Oberbreitzbach, Schloßstraße 10 LageFlur: 1, Flurstück: 31/1         |              | um 1800                    |       |
| Bild gesucht BW   | Haupthaus einer Hofanlage Schloßstraße 12                | Oberbreitzbach, Schloßstraße 12 LageFlur: 1, Flurstück: 26/1         |              | 1870er Jahre               |       |
| Bild gesucht BW   | Haupthaus und Scheune eines Vierseithofs Schloßstraße 17 | Oberbreitzbach, Schloßstraße 17 LageFlur: 1, Flurstück: 47/1         |              | Mitte des 18. Jahrhunderts |       |
| Schloss Hohenroda | Schloss Hohenroda                                        | Oberbreitzbach, Schloßstraße 45 LageFlur: 3, Flurstück: 14/6         |              | 1907/8                     |       |
| Bild gesucht BW   | Gut Grasgrube                                            | Oberbreitzbach, Außerhalb der Ortsanlage LageFlur: 7, Flurstück: 1/1 |              | 1627                       |       |
| Bild gesucht BW   | Gut Hohenroda                                            | Oberbreitzbach, Außerhalb der Ortsanlage LageFlur: 3, Flurstück: 10  |              | nach 1918                  |       |

## Ransbach
| Bild                            | Bezeichnung                                      | Lage                                                             | Beschreibung | Bauzeit                       | Daten |
| ------------------------------- | ------------------------------------------------ | ---------------------------------------------------------------- | ------------ | ----------------------------- | ----- |
| weitere Bilder                  | Wohnhaus Hauptstraße 1                           | Ransbach, Hauptstraße 1 LageFlur: 5, Flurstück: 3/1              |              | Zweite Hälfte 19. Jahrhundert |       |
| weitere Bilder                  | Fachwerkhaus Hauptstraße 4                       | Ransbach, Hauptstraße 4 LageFlur: 5, Flurstück: 107/3            |              | Zweite Hälfte 18. Jahrhundert |       |
| weitere Bilder                  | Fachwerkhaus Hauptstraße 18                      | Ransbach, Hauptstraße 18 LageFlur: 5, Flurstück: 336/98          |              | Spätes 18. Jahrhundert        |       |
| weitere Bilder                  | Evangelische Kirche und ehemalige Gerichtsstätte | Ransbach, Hauptstraße 20 LageFlur: 5, Flurstück: 175/88 und 89/2 |              | 1764–1765                     |       |
| weitere Bilder                  | Fachwerkhaus Hauptstraße 22                      | Ransbach, Hauptstraße 22 LageFlur: 5, Flurstück: 86/1            |              | 1735                          |       |
| Bild gesucht BW                 | Fachwerkhaus Hauptstraße 24                      | Ransbach, Hauptstraße 24 LageFlur: 5, Flurstück: 53/5            |              | Mittleres 18. Jahrhundert     |       |
| Bild gesucht BW                 | Fachwerkhaus Hauptstraße 40                      | Ransbach, Hauptstraße 40 LageFlur: 5, Flurstück: 67/1            |              | Spätes 18. Jahrhundert        |       |
| Fachwerkhaus Hinter der Mauer 4 | Fachwerkhaus Hinter der Mauer 4                  | Ransbach, Hinter der Mauer 4 LageFlur: 5, Flurstück: 96/2        |              | 1772                          |       |
| weitere Bilder                  | Haupthaus einer Wohnanlage Mühlstraße 1          | Ransbach, Mühlstraße 1 LageFlur: 5, Flurstück: 60/1              |              | Mitte 18. Jahrhundert         |       |
| weitere Bilder                  | Traufenhaus Mühlstraße 2                         | Ransbach, Mühlstraße 2 LageFlur: 5, Flurstück: 62/4              |              |                               |       |
| Bild gesucht BW                 | Wohn-Wirtschaftsgebäude Mühlstraße 4             | Ransbach, Mühlstraße 4 LageFlur: 5, Flurstück: 65/4              |              | um 1800                       |       |
| weitere Bilder                  | Traufenhaus Mühlstraße 5                         | Ransbach, Mühlstraße 5 LageFlur: 5, Flurstück: 57                |              | 1808                          |       |
| weitere Bilder                  | Rähmbau Mühlstraße 6                             | Ransbach, Mühlstraße 6 LageFlur: 5, Flurstück: 73/3              |              | um 1800                       |       |
| weitere Bilder                  | Ehemaliges Ernhaus Mühlstraße 8                  | Ransbach, Mühlstraße 8 LageFlur: 5, Flurstück: 207/70            |              | Spätes 18. Jahrhundert        |       |
| Wohnhaus Mühlstraße 10          | Wohnhaus Mühlstraße 10                           | Ransbach, Mühlstraße 10 LageFlur: 5, Flurstück: 307/69           |              | Mitte 18. Jahrhundert         |       |

## Soislieden
| Bild            | Bezeichnung                             | Lage                                                         | Beschreibung                      | Bauzeit                | Daten |
| --------------- | --------------------------------------- | ------------------------------------------------------------ | --------------------------------- | ---------------------- | ----- |
| Bild gesucht BW | Hofanlage Kreisstraße 2                 | Soislieden, Kreisstraße 2 LageFlur: 2, Flurstück: 18/5       |                                   | Frühes 18. Jahrhundert |       |
| Bild gesucht BW | Abschluss einer Hofanlage Kreisstraße 3 | Soislieden, Kreisstraße 3 LageFlur: 2, Flurstück: 16/4       |                                   | 1947                   |       |
| Bild gesucht BW | Traufenhaus Kreisstraße 4               | Soislieden, Kreisstraße 4 LageFlur: 2, Flurstück: 15/3       |                                   | 1923                   |       |
| Bild gesucht BW | Haupthaus einer Hofanlage Kreisstraße 5 | Soislieden, Kreisstraße 5 LageFlur: 2, Flurstück: 12/1       |                                   | 1921                   |       |
| Bild gesucht BW | Friedhof                                | Soislieden, Außerhalb der Ortslage LageFlur: 2, Flurstück: 2 | 4 rechteckige Sandsteingrabsteine | 19. Jahrhundert        |       |